# Instituto Geográfico Militar del Uruguay
El Instituto Geográfico Militar es la agencia cartográfica nacional de Uruguay. Tiene por misión producir, actualizar y distribuir material cartográfico en apoyo de las actividades relacionadas con seguridad y desarrollo nacional, así como operar un sistema de información geográfica para apoyar la toma de decisiones. Su sede se encuentra en la ciudad de Montevideo.

## Creación
Fue creado en 1913 mediante la Ley N°. 4334 como una repartición anexa al Estado Mayor del Ejército, con el propósito de la realización de la Carta Topográfica plani-altimétrica de la República Oriental del Uruguay.

## Sede
Su sede principal se encuentra en el barrio de La Blanqueada sobre la Avenida 8 de Octubre, la misma fue el edificio principal de una antigua quinta, que habría pertenecido a la familia Hontou. La zona de La Blanqueada durante mucho tiempo se caracterizó por ser una zona de quintas. 